# 小行星6240
小行星6240（英語：6240 Lucretius Carus）是一颗围绕太阳公转的小行星。1989年9月26日，艾瑞克·怀特·埃尔斯特在拉西拉天文台发现了此天体。
这颗小行星的绝对星等为37.51615等。